# María de Cazalla
María de Cazalla est une mystique espagnole appartenant aux illuminés d'Espagne (ou alumbrados), née à Palma del Rio en 1487 et morte à Guadalajara, milieu du XVIe siècle. Bien que le contenu de sa théologie n'ait pas été complètement éclairci, elle est considérée comme une des premières représentantes du protestantisme en Espagne.

## Biographie

### Origines familiales

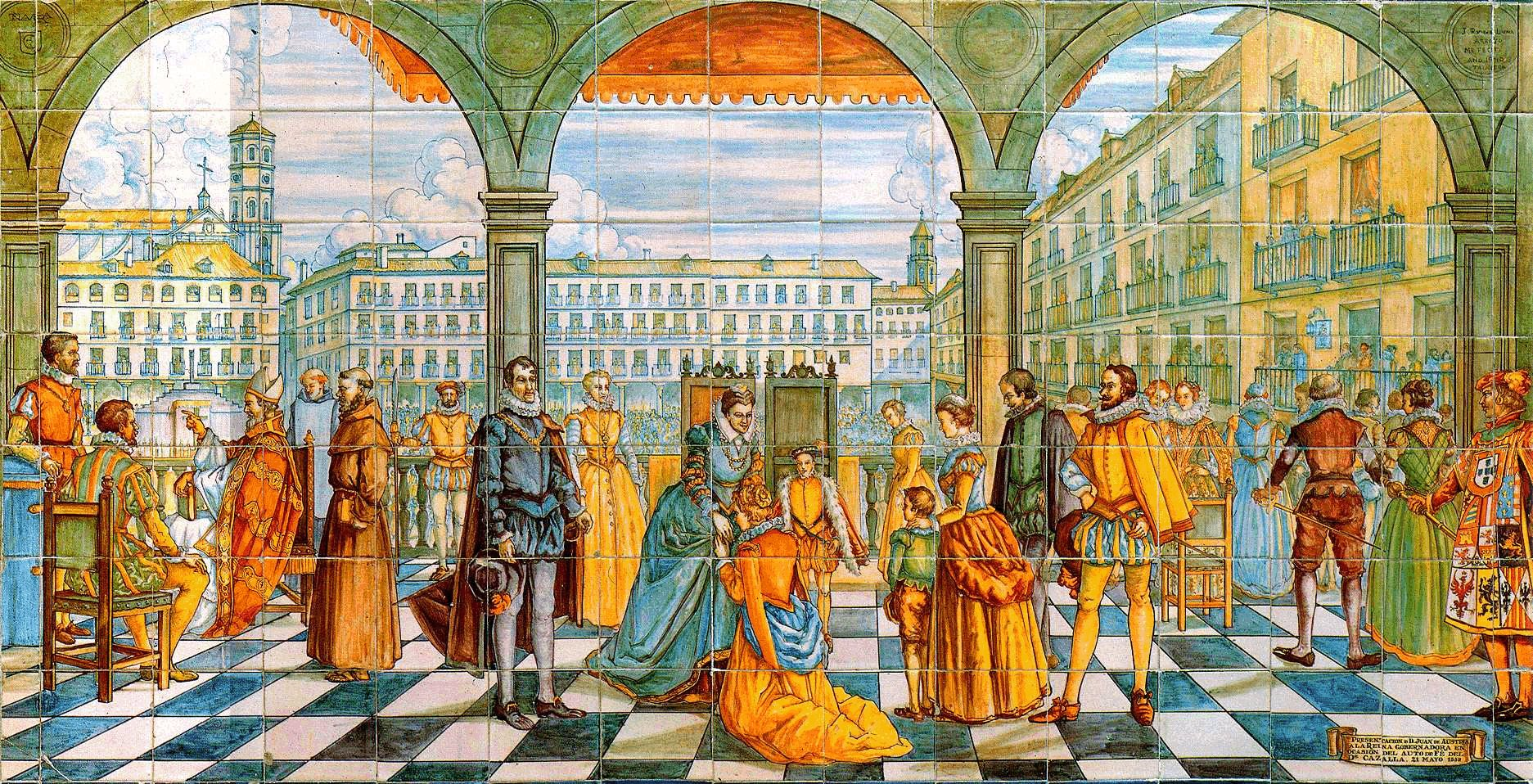
Acte de foi du docteur Cazalla, à Valladolid.

Elle fait partie de la famille Cazalla, une riche famille bourgeoise cultivée de juifs convertis au christianisme, qui compte de nombreux érudits et théologiens. Plus de vingt ans après le décès de Maria de Cazalla, sa famille sera inquiétée et poursuivie lors des autodafés à Valladolid en 1559. La maison familiale sera alors démolie et un étendard placé sur le site, indiquant le lieu un lieu de réunion des hérétiques luthériens.
Elle habite l'essentiel de sa vie à Horche et à Guadalajara. Fille d'Isabel de Cazalla, domestique de Luis Fernández Portocarrero VII Seigneur de Palma del Rio et nièce d'Alonso de Cazalla, son majordome, son mari est un notable de Gadalajara nommé Lope de Roue. ensembles, ils ont eu six fils.

### Maria de Cazalla et les illuminés de Guadalajara

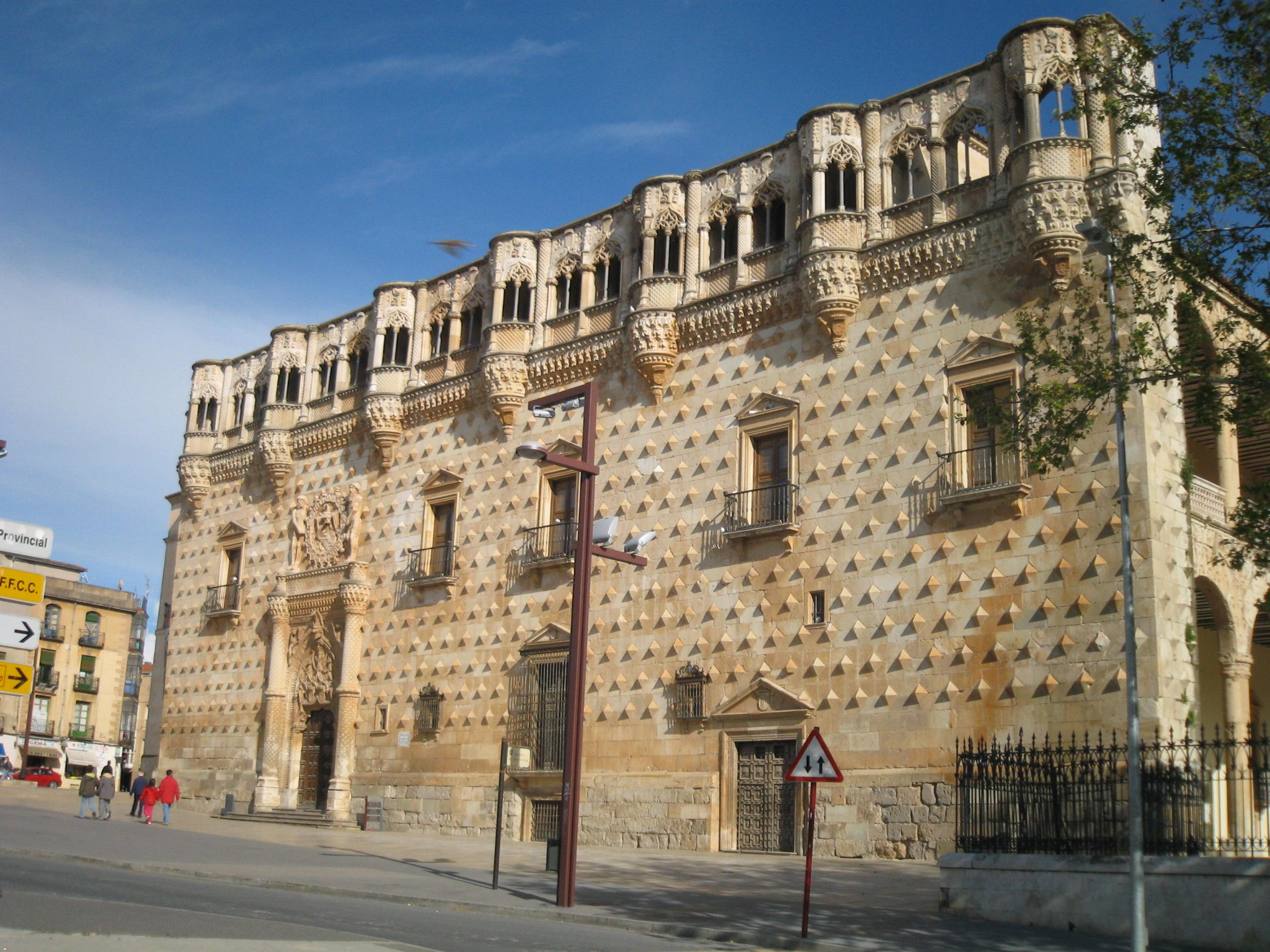
Palais de l'Infantado à Guadalajara

Avec son frère Juan et son mari, María est apparentée à Brianda de Mendoza, Isabelle d'Aragon (Segorbe) et Mencía de Mendoza, de la puissante famille Mendoza (es), qui règne sur la vie sociale de cette ville.
Elle se rapproche tout d'abord de la spiritualité franciscaine, qu'elle approfondit par des conversations avec les frères du couvent de la Salceda (es) et fréquente une Beata du nom de Marie Núñez qui a une bonne réputation locale.
En 1519, elle s'éloigne de Marie Núñez, qu'elle soupçonne de vouloir détourner son mari d'elle et se rapproche d'Isabel de la Cruz, et des Illuminés d'Espagne, tout comme un autre membre de son entourage, Pedro Ruiz de Alcaraz. 
L'inimitié entre les deux Maríes  devient violente et les Cazalla décident de s'installer à Horche pour fuir Mari Núñez. Cette dernière finit par dénoncer Isabel et son groupe à l'Inquisition. Or, à cette époque, le mouvement des Illuminés intéresse l'Inquisition, qui considère certains d'entre eux comme hétérodoxes, et d'autres comme des émanations du protestantisme luthérien
Selon Marie de Cazalla, son accusatrice est une menteuse, une perturbatrice, une briseuse de ménage qui, sous l'apparence de la vertu et de la sainteté, est vicieuse à bien des égards.

## Idées religieuses et procès de l'inquisition
María de Cazalla est convaincue qu'il faut servir Dieu pour lui-même, et non par peur de l'Enfer. Obligée d'acheter une bulle pontificale, elle dit avec le document en la main :« Regardez ! Je viens d'acheter le christianisme ! ». Contemporaine de Martin Luther, elle est l'autrice d'un ouvrage de commentaires bibliques, en collaboration avec Juan Cazalla (qui l'a traduit au latin), très apprécié par Philippe Melanchton de la Diète d'Augsburg.
À l'ouverture du procès contre les illuminés de Tolède, elle est interrogée par l'Inquisition  en 1525 et emprisonnée en 1532. Son procès pour hérésie luthérienne, Érasmisme et illumination dure jusqu'en décembre 1534: On lui reproche notamment ses prédications et commentaires bibliques, de proclamer la supériorité du mariage sur la chasteté, et de mépriser les rituels de l'Église catholique. Soumise à la torture (chevalet et supplice de l'eau), elle est bâillonnée durant une partie de sa captivité. Acquittée pour les charges les plus graves, elle est publiquement diffamée dans une église de Guadalajara, se voit infliger une amende de cent ducats, et interdire tout contact avec ses anciens complices.